# Европа на развилке
Европа на развилке  (чеш. Європа на роздоріжжі) ― научно-популярная книга чешского интеллектуала, биолога, философа и писателя Станислава Комарека, впервые изданная в Праге в издательстве «Academia» 2015 года.

## Содержание
В этой книге Станислав Комарек рассуждает о всеобщем кризисе, к которому приблизилось европейское общество и который остается незамеченным, «маскируясь» под кризис финансовый и демографический. Автор анализирует роль традиционной религии, вытесненной религией экономического роста, благосостояния и потребления, которая основывается на все более глубоком индивидуализме — как и невиданный спад рождаемости.
Травмы, причиненные Европе Второй мировой войной, привели к возникновению патерналистского государства, воспитывающего инфантильных и послушных граждан, неспособных сопротивляться, введение оруэлловского «языка политкорректности» и т.д.
Комарек рассмотривает исторические корни демократии и причины падения ее эффективности в наше время.
Автор сравнивает «путь к угасанию», которым следует западное общество, с более жизнеспособными системами функционирования исламского мира и Китая, что уже начинают «тихую колонизацию» Европы, и напоследок изображает несколько возможных сценариев ее развития. Как и другие книги этого автора, «Европа на развилке» написана в неповторимом «комарековском» стиле — легком, ироническом и несколько провокативном.

## Издание в Украине
В Украине книга вышла в издательстве «Априори» при поддержке Министерства культуры Чехии осенью 2020 года. Переводчик, составитель и ответственная за выпуск - Елена Крушинская. Книга состоит из введения, 17 глав и списка литературы. Украинское издание дополнено справкой об авторе и «Словом к украинскому читателю», написанным Станиславом Комареком в 2020 году.